# Szymon Staśkiewicz
Szymon Staśkiewicz (Zielona Góra, 3 de janeiro de 1987) é um pentatleta polonês. 

## Carreira
Staśkiewicz representou seu país nos Jogos Olímpicos de Verão de 2016, terminando na 27ª colocação.